# Szoborpark
Szoborpark ou parque das estátuas é um museu sob a forma de parque localizado nos arredores de Budapeste, na Hungria. Reúne estátuas monumentais do período soviético. Entre as obras expostas encontram-se estátuas de Lenine, Karl Marx e Friedrich Engels, assim como de líderes comunistas húngaros como Béla Kun e Georgi Dimitrov. O parque foi concebido pelo arquitecto húngaro Ákos Eleőd, que venceu o concurso lançado pela administração da cidade (Fovárosi Közgyulés) em 1991. 
Após a queda do regime comunista na Hungria em 1989, muitas das estátuas e muitos dos monumentos comunistas foram imediatamente retirados dos seus locais. Estes monumentos e estátuas constituíram a base da colecção actual do parque. Em 29 de Junho de 1993, no segundo aniversário da retirada das tropas soviéticas da Hungria, foi cortada a fita de inauguração do parque, tendo este então aberto as portas ao público como um museu.
Em exposição, encontram-se no total 42 peças de arte datadas do período comunista na Hungria, compreendido entre 1945 e 1989, incluindo monumentos alegóricos dedicados aos temas da amizade húngaro-soviética e da libertação. Em conjunto com as estátuas, encontra-se um complexo de edifícios conhecido como a praça das testemunhas, que se destina a acolher instituições culturais húngaras e também à realização de cerimónias e eventos de cariz cultural. Devido à insuficiência financeira, este complexo não se encontra ainda concluído. A maior parte das estátuas encontra-se distribuída pelos 6 círculos que constituem o jardim. Algumas delas possuem inscritas frases dentro do contexto que lhes deu origem, tais como "Pelo trabalhador! Pela pátria! Avante!" e "Uno e indivisível".
Entre as estátuas, encontra-se também uma cópia da base do monumento em honra a Estaline, que existiu no centro de Budapeste (em Felvonulási tér) entre 1951 e 1956. A estátua original foi destruída em 1956, tendo sido cortada pelos joelhos pelo povo e tendo ficado as botas de bronze do ditador no local, como lembrança sarcástica.  A réplica não pretende ser uma cópia exacta, mas sim uma recriação artística da autoria do escultor e arquitecto Ákos Eleod.
O parque constitui uma atracção turística popular. Encontra-se aberto todos os dias a partir das 10 horas da amanhã até ao pôr-do-sol. É acessível usando transportes públicos. Possui ainda uma loja de recordações onde são vendidos artefactos lembrando a era comunista, por vezes ao som de antigas canções do bloco de leste.

## Estátuas do parque[4]
| Na entrada                             |                             |                        |                         |                                    |
| -                                      |                             |                        |                         |                                    |
| Título da estátua                      | Artista da estátua          | Ano de estabelecimento | Matéria da estátua      | Local original                     |
| Lenin                                  | Paulo Pátzay                | 1965                   | Bronze                  | Praça Felvonulási                  |
| Karl Marx e Friedrich Engels           | George Segesdi              | 1971                   | Granito tipo Mauthausen | Praça Jászai Mari                  |
| -                                      |                             |                        |                         |                                    |
| Memoriais da Libertação                |                             |                        |                         |                                    |
| -                                      |                             |                        |                         |                                    |
| Título da estátua                      | Artista da estátua          | Ano de estabelecimento | Matéria da estátua      | Local original                     |
| Libertação do Soldado                  | Sigismundo Kisfaludi Strobl | 1947                   | Bronze                  | Gellért-hegy                       |
| Monumento de Amizade soviético-húngaro | Sigismundo Kisfaludi Strobl | 1956                   | Bronze                  | X. Pataki (hoje: Szent László) tér |
| Monumento da Libertação                | Estêvão Kiss                | 1971                   | Calcário sedimentado    | XIV. Thököly út 141.               |
| Memorial da Libertação                 | desconhecido                | 1960                   | Calcário sedimentado    | I. Dísz tér                        |
| Monumentos Heróicos Soviéticos         | Peter László                | 1951                   | Calcário                | XII: Széchenyi hegy, Rege park     |
| Monumento de Amizade soviético-húngaro | Barna Búza                  | 1975                   | Granito                 | X. Kőbánya-Óhegy, Barátság park    |
| Monumentos Heróicos Soviéticos         | Alexandre Mikus             | 1970                   | Bronze                  | XVI. Rákosszentmihály, Hősök tere  |
| Monumento da Libertação                | Victor Kalló                | 1965                   | Calcário                | XIII. Béke tér                     |
| Monumentos Heróicos Soviéticos         | Barna Megyeri               | 1948                   | Calcário                | XVII. Kasztel András utca          |